# Karłowszczyzna (wieś w sielsowiecie Holszany)
Karłowszczyzna (biał. Карлаўшчына; ros. Карловщина) − wieś na Białorusi, w obwodzie grodzieńskim, w rejonie oszmiańskim, w sielsowiecie Holszany.

## Historia
W czasach zaborów wieś i zaścianki w gminie Holszany, w powiecie oszmiańskim, w guberni wileńskiej Imperium Rosyjskiego. W 1866 roku wieś liczyła 103 mieszkańców w 13 domach, należała do Wojewódzkiego. W 1905 roku wieś liczyła 67 mieszkańców, 204 dziesięcin. Zaścianek 9 mieszkańców, 20 dziesięcin, własność Zieniewicza, drugi z zaścianków liczył 9 mieszkańców, 10 dziesięcin, własność Wojewódzkiego.
W latach 1921–1945 wieś i zaścianek leżały w Polsce, w województwie wileńskim, w powiecie oszmiańskim, w gminie Holszany.
W 1931 wieś w 16 domach zamieszkiwało 81 osób, zaścianek w 1 domu 5 osób.
Wierni należeli do parafii rzymskokatolickiej w Holszanach. Miejscowość podlegała pod Sąd Grodzki w Holszanach i Okręgowy w Wilnie; właściwy urząd pocztowy mieścił się w Holszanach.